# Sociolect
Sociolect (sociaal dialect) is een term die binnen de taalkunde in de sociolinguïstiek en daarnaast ook in de sociologie wordt gebruikt voor een taalvariant die typerend is voor een bepaalde sociale groepering. Het wordt ook wel sociale taalvariatie genoemd.

## Sociale variant

### Criteria
De sociale of sociologische criteria waarop een sociolect is gebaseerd, kunnen onder meer zijn:
- opleiding; Doorgaans spreken hoogopgeleiden anders dan zij die een minder hoge opleiding hebben genoten. Dit kan zich bijvoorbeeld uiten in de woordkeus, maar ook in het accent.
- etniciteit; Sprekers afkomstig uit verschillende etnische groepen bedienen zich over het algemeen van verschillende taalvarianten. Een etnische taalvariant heet ook een etnolect. Een bekend voorbeeld is de dubbele ontkenning in het Amerikaanse "zwarte Engels" is "I can't get no satisfaction", hoewel deze tekst vooral bekend is geworden door een song van de blanke rockband the Rolling Stones.
- geslacht; Er is enig verschil tussen vrouwen- en mannentaal, zij het dat dit dikwijls voor de taalgebruikers zelf onopgemerkt blijft. Een zin als "Ik heb een paar leuke schoentjes gezien; ik denk dat ik ze ga kopen." zal (door het verkleinwoord) eerder door een vrouw worden gebruikt dan door een man.
- leeftijd; Jongerentaal onderscheidt zich van die van ouderen. De laatsten zullen zich bijvoorbeeld zelden van nieuwe varianten bedienen, zoals 'straattaal' en 'rapperstaal'.
- kindertaal; Een extreem, vaak geconstrueerd, voorbeeld is nog de taal die soms tegen kinderen wordt gebruikt: "Hier, geef die meneer maar centjes!" In dit voorbeeld had vanuit de optiek van informatie-overdracht even goed het woord "geld" gebruikt kunnen worden. De volwassene gebruikt "centjes" omdat hij/zij vindt dat dat kindertaal is, of om het kind op zijn gemak te stellen; of om beide redenen tegelijk.
- Trends of mode. Het sociolect door trends of mode wordt turbotaal of trendolect genoemd. Hierbij maken mensen, vaak jongeren, gebruik van modieus taalgebruik. Zakenlui, welzijnszorg, politici en cultuurdragers zijn voorbeelden voor personen die mogelijks een trendolect kunnen veroorzaken. Trendolecten zijn gekenmerkt door afkortingen, code-switching, provocerende platte woorden, archaïsme of moedwillige veranderingen. De woorden die toebehoren tot deze sociolect veranderen enorm snel.

## Taal en taalvariant

### Een taalgebonden verschijnsel
Sociolectische scheidslijnen kunnen van taal tot taal verschillen. Uit het feit dat er in het Nederlands een zeker verschil is tussen "vrouwentaal" en "mannentaal" valt niet te concluderen dat dit verschil in alle talen moet bestaan. Ook kan het verschil tussen twee varianten in de ene taal groter zijn dan in de andere, als er al vergelijking tussen talen mogelijk is.

### Gemeenschappelijkheid
Daarbij komt dat er twee sociolecten elkaar altijd voor een groot deel overlappen. Er zijn overeenkomsten en verschillen tussen twee idiolecten, maar gebruikers afkomstig uit twee groepen zullen elkaar doorgaans zonder veel moeite kunnen verstaan, en vaak niet anders verwachten dan dat de gesprekspartner een ander sociolect spreekt dan zijzelf. Soms anticiperen zij daarop door te proberen zich van het sociolect van de ander te bedienen. Een extreem voorbeeld is de autochtone Nederlander die zich in een kromtaalvariant tot een allochtone Nederlander wendt: 
"Jij mij begrijpen? "

### Een andere taal
Zodra het verschil tussen twee sociolecten dusdanig groot wordt dat taalgebruikers elkaar niet meer verstaan, dient de vraag zich aan of er van twee verschillende talen moet worden gesproken. Het onderscheid tussen taal en taalvariant en waar de grens hiertussen ligt, is echter niet goed op taalwetenschappelijke gronden te preciseren. Ook ligt het vaak politiek en cultureel gevoelig.

## Gerelateerde begrippen

### Plat praten
Het begrip "sociolect" moet niet worden verward met "plat praten". Dit laatste is veelal een normatief begrip geworden, dat vaak wordt gebruikt in de zin van "onbeschaafd". "Sociolect" is daarentegen een beschrijvende term; iedereen bedient zich van een sociale taalvariant of van een mengsel van zulke varianten. Iedere individuele persoon behoort immers tot een sociale klasse.

### Dialect
Het begrip "dialect" wordt veelal gebruikt in de zin van "regionale taalvariant"; het komt echter ook voor in de ruimere betekenis van "taalvariant". In die ruimere betekenis is het mogelijk om een onderscheid te maken tussen "sociaal dialect" en "regionaal dialect" (regiolect).

### Idiolect
Kenmerken van spraakgebruik die niet sociaal bepaald zijn, maar die individuele varianten van taalgebruik vormen, worden idiolect genoemd.

### Etnolect
Een taalvariant die kenmerkend is voor de gemeenschappelijke etnische achtergrond van de sprekers, wordt etnolect genoemd (of etnisch dialect).

### Register
Het taalkundige register betreft taalgebruik dat aan een specifieke situatie en vaak ook aan een groep sprekers is gebonden, bijvoorbeeld een sportrapportage.